# Préfecture de Dibër
Pour les articles homonymes, voir Dibër.
La préfecture de Dibër, en albanais : Qarku i Dibrës, est une préfecture albanaise située dans la partie centrale et orientale de l'Albanie. La préfecture de Dibër en tant que telle est créée en même temps que la république d'Albanie, le 29 avril 1991, après la chute de la république populaire socialiste d'Albanie. Les trois districts qui composaient la préfecture ont disparu lors de la réforme du 31 juillet 2014 ; elle se compose actuellement de quatre municipalités. Sa superficie est de 2 586,35 km2 et sa population s'élevait à 134 153 habitants en 2016 ; sa capitale est Peshkopi.

## Héraldique
Le blasonnement est de la sorte : d'un écu espagnol, portugais ou flamand, de bis au barrage d'Ulëz, au chef sanguine à l'aigle bicéphale de sable sur un mur d'argent, le tout d'une banderole de bis et de sanguin au-dessous de l'écu et coiffé d'une couronne de bis.

## Districts
Jusqu'en 2000, la préfecture était divisé en trois districts : 
- le district de Bulqizë
- le district de Dibër
- le district de Mat

De 2000 à 2015, elle était constitué de 35 municipalités:
- Arras
- Baz
- Bulqizë
- Burrel
- Derjan
- Fushë-Bulqizë
- Fushë-Çidhën
- Gjoricë
- Gurrë
- Kala e Dodës
- Kastriot
- Klos
- Komsi
- Lis
- Lurë
- Luzni
- Macukull
- Maqellarë
- Martanesh
- Melan
- Muhurr
- Ostren
- Peshkopi
- Qendër Tomin
- Rukaj
- Selishtë
- Shupenzë
- Sllovë
- Suç
- Trebisht
- Ulëz
- Xibër
- Zall-Dardhë
- Zall-Reç
- Zerqan

Depuis 2015, la préfecture est divisée en quatre municipalités, elles-mêmes constituée de 285 villes et villages:
- Bulqizë
- Dibër
- Klos
- Mat